# 31 a. C.
El año 31 a. C. fue un año común comenzado en martes, miércoles o jueves, o un año bisiesto comenzado en martes o Año bisiesto comenzado en miércoles (las fuentes difieren) del calendario juliano. También fue un año común comenzado en martes del calendario juliano proléptico. En aquella época, era conocido como el Año del consulado de Antonio y Octavio (o menos frecuentemente, año 723 Ab urbe condita). La denominación 31 a. C. para este año ha sido usado desde principios del período medieval, cuando la era A. D. se convirtió en el método prevalente en Europa para nombrar a los años.

## Acontecimientos
- En Israel se registra un terremoto de 7,0 grados en la escala de Richter, que arrasa la localidad de Jericó y la antigua fortaleza de Qumrán. Se estima que murieron unas 10 000 personas. (Véase Terremotos en la Antigüedad).
- Octavio derrota a Marco Antonio y a su esposa Cleopatra en la batalla de Actium o Accio, y asume el gobierno de Roma.
- Octavio crea la Legio XXI Rapax.
- En Accio (noroeste de Grecia) se enfrentan la flota de Octavio (bajo el mando de Marco Vipsanio Agripa) y la dirigida por Marco Antonio y Cleopatra. La victoria de Octavio convirtió a este en el único dirigente de Roma.[1]